# Edward Howard (1624-1700)
Edward Howard (Londra, novembre 1624 – 1700) è stato un drammaturgo inglese.

## Biografia

### Vita
Era figlio di Thomas Howard, I conte di Berkshire e di Lady Elizabeth Cecil (?-1672), figlia di William Cecil, II conte di Exeter.
Fu uno dei quattro fratelli Howard autori teatrali. Gli altri erano Sir Robert Howard, il colonnello Henry Howard e James Howard. La paternità a ciascun fratello delle opere fu a volte oggetto di incertezze. In particolare, le opere scritte da Edward furono spesso scambiate per lavori di Henry, come accadde per The United Kingdoms.
Howard aveva la reputazione di essere un autore esigente e difficile. Nella famosa satira The Rehearsal, George Villiers, II duca di Buckingham ed i suoi collaboratori derisero Howard per esser stato polemico ed esigente con gli attori durante le prove delle sue opere.
Howard stesso era conoscenza della sua reputazione; scrisse un Prologo rivolto al Man of Newmarket in cui gli attori Robert Shatterell e Joseph Haynes criticano Howard per non aver loro permesso tagli e improvvisazioni nel suo dramma. Howard si lamentò che quando gli attori nel suo Six Days' Adventure incontravano un'accoglienza del pubblico ostile, trascuravano "quella diligenza richiesta nel lavoro di attore".

## Opere
Il suo dramma migliore fu The Change of Crowns. Samuel Pepys lo vide il 15 aprile 1667 messo in scena dalla Compagnia del re al teatro Reale di Drury Lane; Pepys nel suo diario lo definì la migliore opera a cui avesse mai assistito. Durante la première tuttavia un membro del cast John Lacy improvvisò alcune frasi che offesero il re Carlo II d'Inghilterra, che fece incarcerare l'attore. Come risultato del misfatto, The Change of Crowns non venne più recitato.
Gli altri lavori di Howard non vennero apprezzati dalla critica di allora. I drammaturghi della Restaurazione spesso si limitavano a rimaneggiare i lavori precedenti di altri autori; Howard fu quindi accusato di aver trascritto un lavoro di James Shirley.
Le sue cinque opere furono:
- The Usurper, 1664 (messo in scena nel 1668)
- The Change of Crowns, 1667
- The Women's Conquest, 1670 (messo in scena nel 1671)
- The Six Days' Adventure, or the New Utopia, 1671 (messo in scena nel 1671)
- The Man of Newmarket, 1678 (messo in scena nel 1678)

### Poemi e miscellanea
- Bonduca, the British Princess, 1669
- Poems and Essays, with a Paraphrase on Cicero's Laelius, 1673
- Spencer Redivivus, 1687
- Caroloiades, or the Rebellion of Forty-One, 1689

## Ascendenza
|                                     |                                 |                                  | Genitori                                 |  |  | Nonni |  |  | Bisnonni                          |  |  | Trisnonni                         |  |
|                                     |                                 |                                  |                                          |  |  |       |  |  | Thomas Howard, IV duca di Norfolk |  |  | Henry Howard, III conte di Surrey |  |
|                                     |                                 |                                  |                                          |  |  |       |  |  | Thomas Howard, IV duca di Norfolk |  |  | Henry Howard, III conte di Surrey |  |
|                                     |                                 | Frances de Vere                  |                                          |  |  |       |  |  | Thomas Howard, IV duca di Norfolk |  |  |                                   |  |
| Thomas Howard, I conte di Suffolk   |                                 |                                  |                                          |  |  |       |  |  | Thomas Howard, IV duca di Norfolk |  |  |                                   |  |
|                                     |                                 | Margaret Audley                  | Thomas Audley, I barone Audley di Walden |  |  |       |  |  |                                   |  |  |                                   |  |
|                                     |                                 | Margaret Audley                  | Thomas Audley, I barone Audley di Walden |  |  |       |  |  |                                   |  |  |                                   |  |
|                                     |                                 | Margaret Audley                  | Elizabeth Grey                           |  |  |       |  |  |                                   |  |  |                                   |  |
| Thomas Howard, I conte di Berkshire |                                 | Margaret Audley                  |                                          |  |  |       |  |  |                                   |  |  |                                   |  |
|                                     |                                 | Henry Knyvett                    | Henry Knyvett                            |  |  |       |  |  |                                   |  |  |                                   |  |
|                                     |                                 | Henry Knyvett                    | Henry Knyvett                            |  |  |       |  |  |                                   |  |  |                                   |  |
|                                     |                                 | Henry Knyvett                    | Anne Pickering                           |  |  |       |  |  |                                   |  |  |                                   |  |
| Katherine Knyvett                   |                                 | Henry Knyvett                    |                                          |  |  |       |  |  |                                   |  |  |                                   |  |
|                                     |                                 | Elizabeth Stumpe                 | James Stumpe                             |  |  |       |  |  |                                   |  |  |                                   |  |
|                                     |                                 | Elizabeth Stumpe                 | James Stumpe                             |  |  |       |  |  |                                   |  |  |                                   |  |
|                                     |                                 | Elizabeth Stumpe                 | Bridget Bayntun                          |  |  |       |  |  |                                   |  |  |                                   |  |
| Edward Howard                       |                                 | Elizabeth Stumpe                 |                                          |  |  |       |  |  |                                   |  |  |                                   |  |
|                                     | Thomas Cecil, I conte di Exeter | William Cecil, I barone Burghley |                                          |  |  |       |  |  |                                   |  |  |                                   |  |
|                                     | Thomas Cecil, I conte di Exeter | William Cecil, I barone Burghley |                                          |  |  |       |  |  |                                   |  |  |                                   |  |
|                                     | Thomas Cecil, I conte di Exeter | Mary Cheke                       |                                          |  |  |       |  |  |                                   |  |  |                                   |  |
| William Cecil, II conte di Exeter   | Thomas Cecil, I conte di Exeter |                                  |                                          |  |  |       |  |  |                                   |  |  |                                   |  |
|                                     |                                 | Dorothy Neville                  | John Neville, IV barone Latimer          |  |  |       |  |  |                                   |  |  |                                   |  |
|                                     |                                 | Dorothy Neville                  | John Neville, IV barone Latimer          |  |  |       |  |  |                                   |  |  |                                   |  |
|                                     |                                 | Dorothy Neville                  | Lucy Somerset                            |  |  |       |  |  |                                   |  |  |                                   |  |
| Elizabeth Cecil                     |                                 | Dorothy Neville                  |                                          |  |  |       |  |  |                                   |  |  |                                   |  |
|                                     |                                 | William Drury                    | Robert Drury                             |  |  |       |  |  |                                   |  |  |                                   |  |
|                                     |                                 | William Drury                    | Robert Drury                             |  |  |       |  |  |                                   |  |  |                                   |  |
|                                     |                                 | William Drury                    | Ethelreda Rich                           |  |  |       |  |  |                                   |  |  |                                   |  |
| Elizabeth Drury                     |                                 | William Drury                    |                                          |  |  |       |  |  |                                   |  |  |                                   |  |
|                                     |                                 | Elizabeth Stafford               | William Stafford                         |  |  |       |  |  |                                   |  |  |                                   |  |
|                                     |                                 | Elizabeth Stafford               | William Stafford                         |  |  |       |  |  |                                   |  |  |                                   |  |
|                                     |                                 | Elizabeth Stafford               | Dorothy Stafford                         |  |  |       |  |  |                                   |  |  |                                   |  |
|                                     |                                 | Elizabeth Stafford               |                                          |  |  |       |  |  |                                   |  |  |                                   |  |